# Agricultura en Kazajistán

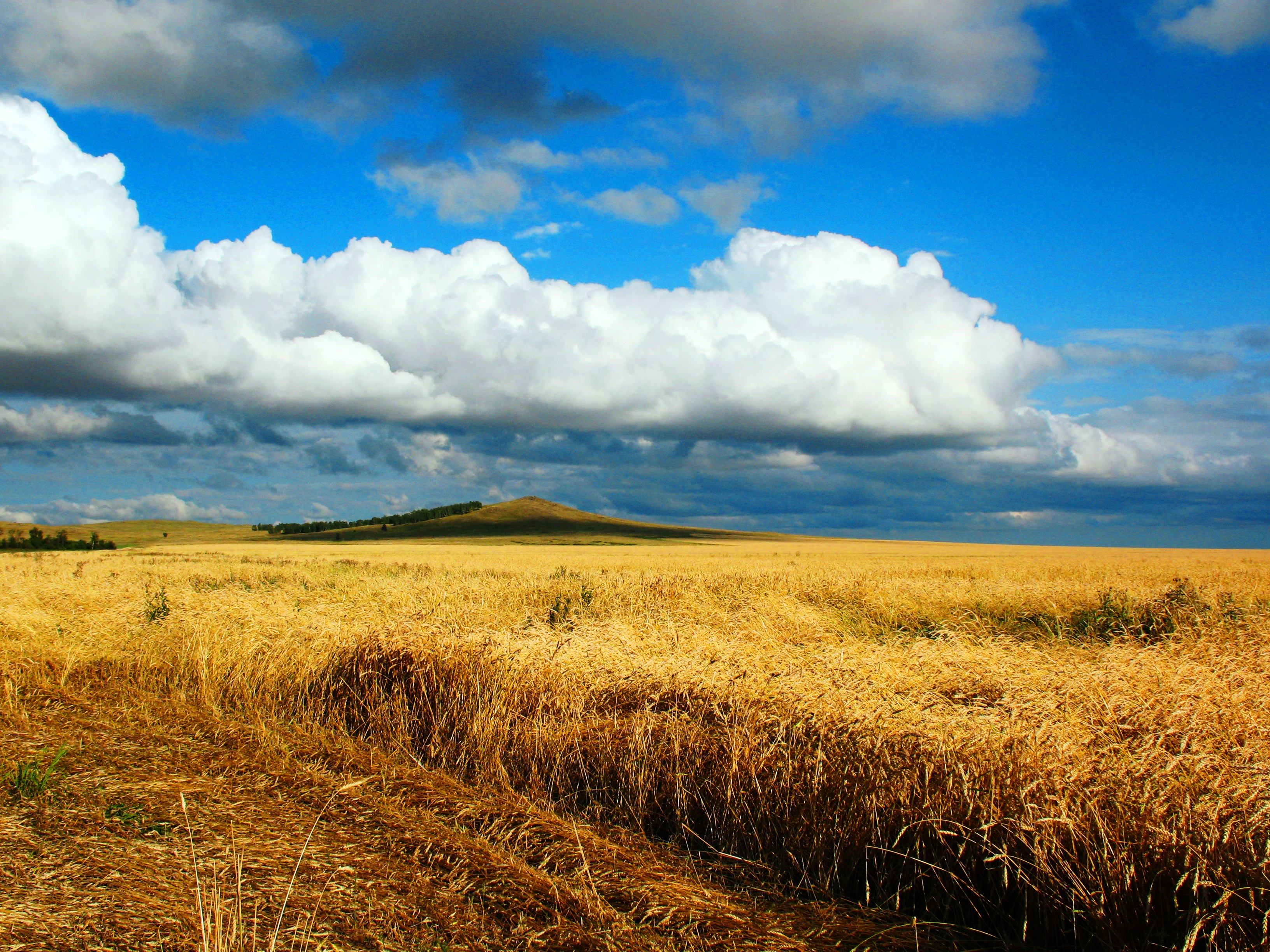
Campos de cereales cerca de Kokshetau.

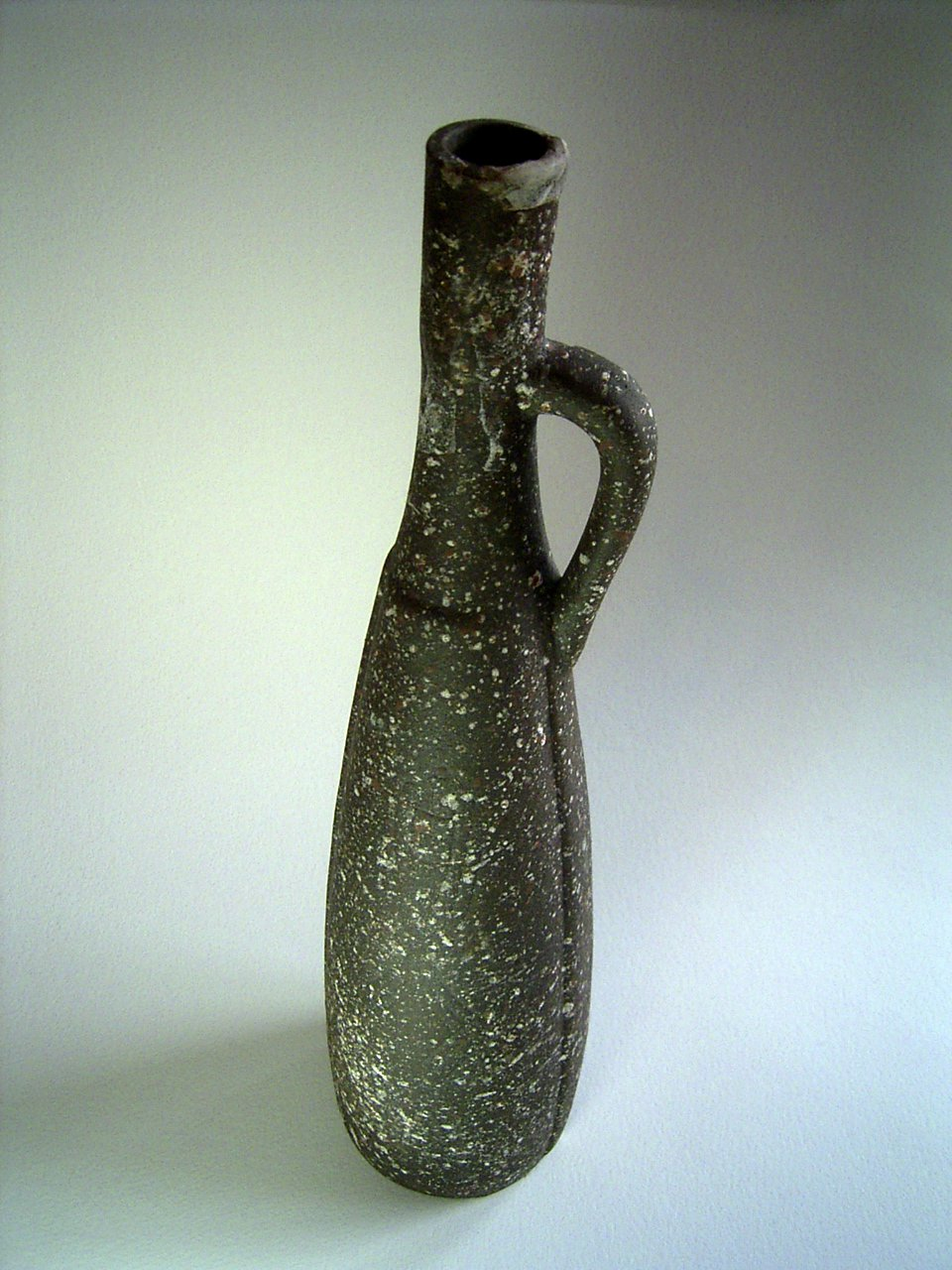
Primitiva botella de vino kazajo.

La agricultura en Kazajistán sigue siendo un sector a pequeña escala de la economía de Kazajistán. La contribución de la agricultura al PIB es inferior al 10 % - se registró como 6,7 %, y como ocupante del 20 % de la mano de obra. Al mismo tiempo, más del 70 % de su territorio está ocupado por cultivos y ganadería. En comparación con América del Norte, un porcentaje relativamente pequeño de tierra se utiliza para cultivos, siendo el porcentaje más alto en el norte del país. El 70 % de las tierras agrícolas son pastos permanentes.
La mayor cosecha de Kazajistán es de trigo, que exporta. Es el sexto mayor productor de trigo del mundo. Los cultivos menores incluyen cebada, algodón, remolacha azucareras, girasoles, lino, y arroz. Las tierras agrícolas en Kazajistán se agotaron de sus nutrientes en la Campaña de tierras vírgenes durante la era de la Unión Soviética. Esto sigue afectando a la producción. El vino de Kazajistán se produce en las montañas al este de la provincia de Almatý,tras la disolución de la Unión Soviética, ha aumentado de nuevo el interés por el vino kazajo y Rusia se ha convertido en uno de los principales socios comerciales de Kazajistán en el comercio del vino. En general, se produce un vino de mesa asequible, aunque la ONU considera que el clima continental podría ser apropiada para la producción de un vino de hielo de alto valor.
En 2011, el país había alcanzado una cosecha récord de cereales de 26,9 millones de toneladas, superando el récord anterior de 21 millones de toneladas registrado en 2009. Para 2012, el Ministerio de Agricultura de Kazajistán redujo el pronóstico de cosechas a 14 millones de toneladas debido al clima seco.
Los animales criados en Kazajistán incluyen el ganado vacuno, los pollos, las ovejas, los cerdos, los caballos y las cabras (en orden decreciente de números). La producción de carne en toneladas fue más alta en vacas, cerdo, carne de cordero, pollo y «otra carne». La lana, la leche de vaca y los huevos son los otros productos animales más importantes del país. Kazajistán tiene la mayor población de lobos de todas las naciones del mundo, con alrededor de 90 000.
En marzo de 2015, el ministro de Agricultura de Kazajistán dijo que el país casi había duplicado la producción agrícola en los últimos cinco años, y que las exportaciones agrícolas se habían multiplicado por 1,6 durante ese período y habían alcanzado los 3000 millones de dólares estadounidenses.
El 23 de julio de 2015, el viceministro de Agricultura de Kazajistán dijo que en el marco de la Ley de Cooperación Agrícola se introduciría un régimen fiscal especial para las cooperativas agrícolas, y que se esperaba que esta iniciativa contribuyera al desarrollo del sector agrícola de Kazajistán.
Entre 1995 y 2015, el volumen de la producción agrícola de Kazajistán había aumentado en un 41 %. Según el Ministerio de Agricultura, las exportaciones agrícolas ascendieron a 379 millones de dólares en 2015. La inversión en la agricultura kazaja aumentó un 50 % en 2016, alcanzando un total de 228 000 millones de tenge (686,96 millones de dólares), frente a los 148 000 millones de tenge (445,92 millones de dólares) del año anterior.

## Programas estatales

### Agroindustria - 2020
En febrero de 2013, el Gobierno de Kazajistán aprobó un nuevo programa sectorial de desarrollo de complejos agroindustriales para 2013-2020 «Agroindustria - 2020» en una sesión presidida por el Primer Ministro Serik Akhmetov. El Programa Agroempresas-2020 tiene como objetivo desarrollar cuatro dimensiones: recuperación financiera, aumento de la asequibilidad de los productos, obras y servicios para las entidades del sector agroindustrial, desarrollo del sistema estatal de apoyo a los productores agrícolas, mejora de la eficiencia del sistema de gestión estatal del complejo agroindustrial.
En línea con el Programa de Agronegocios-2020, el Gobierno de Kazajistán aprobó en abril de 2014 un paquete de estímulo: las reglas para subsidiar los esfuerzos para restaurar la salud de las empresas agrícolas. En el primer semestre de 2014 se prevé proporcionar 140 000 millones de tenge (770 millones de dólares) a los bancos de segundo piso con este fin. Los expertos dudan de que las subvenciones de capital por sí solas puedan servir de remedio a los problemas de desarrollo agrícola de Kazajistán. En cambio, se recomiendan reformas institucionales más amplias, como mejoras en el sistema educativo rural y una devolución del poder político a los responsables locales de la toma de decisiones.

### Financiación de las cooperativas
En 2016, el Ministerio de Agricultura de Kazajistán puso en marcha un programa destinado a proporcionar financiación a las cooperativas que ayudan a las explotaciones agrícolas a comprar equipos, almacenar y transportar productos, prestar servicios veterinarios, organizar el suministro de forraje y productos agroquímicos y ayudar con los préstamos, que permitió que 157 cooperativas prestaran asistencia a 15 000 explotaciones agrícolas. Las cooperativas crearon más de 100 centros de acopio de leche y 7000 bases de forraje.

## Producción de granos
El país es uno de los principales exportadores de trigo y harina del mundo. Se encuentra entre los 10 mayores productores de trigo. El principal cultivo de cereales es la molienda de trigo, que suele ser de alta calidad y alto contenido proteínico. En 2011, el país obtuvo una cosecha récord de casi 27 millones de toneladas, lo que le permitió fijar su objetivo de exportación de cereales en casi 15 millones de toneladas para la campaña 2011/2012. FAS/Astana pronostica que la producción de trigo de Kazajistán en 2014 será de 14,5 millones de toneladas, frente a los 13,9 millones de toneladas en 2013.
En julio de 2015, el ministro de Economía Nacional, Yerbolat Dossayev, anunció que se aumentaría las exportaciones de cereales y harina a Kirguistán en un 50-60 % para 2020, tras la adhesión de este país a la Unión Económica Euroasiática. Según el jefe del ministerio, en julio de 2015 el volumen de negocios comercial entre los dos países era de más de 1000 millones de dólares.

### Tendencias de producción a largo plazo
En 2013, el Ministerio de Agricultura publicó un Plan Maestro para «La estabilización del mercado de cereales». Este Plan apoya su programa Agroindustria - 2020, y en él el Ministerio establece metas y proyecciones para la producción, el consumo y las exportaciones de cereales entre los años 2013 y 2020:
- El Ministerio proyecta que el área sembrada para todos los granos se mantenga relativamente estable durante este período, disminuyendo solo ligeramente.
- Se proyecta que habrá un cambio considerable en la superficie de trigo, con una reducción de 2 millones de hectáreas (14 por ciento) de 13,5 millones de hectáreas en 2012 a 11,5 millones de hectáreas en 2020.
- Se espera que la mayor parte de esa superficie reducida sea sustituida por los denominados «cultivos de forraje», principalmente cereales de forraje, que se prevé que aumenten en 1,5 millones de hectáreas (53 por ciento), de 2,8 millones de hectáreas a 4,3 millones de hectáreas en 2020.[15]

## Inversiones

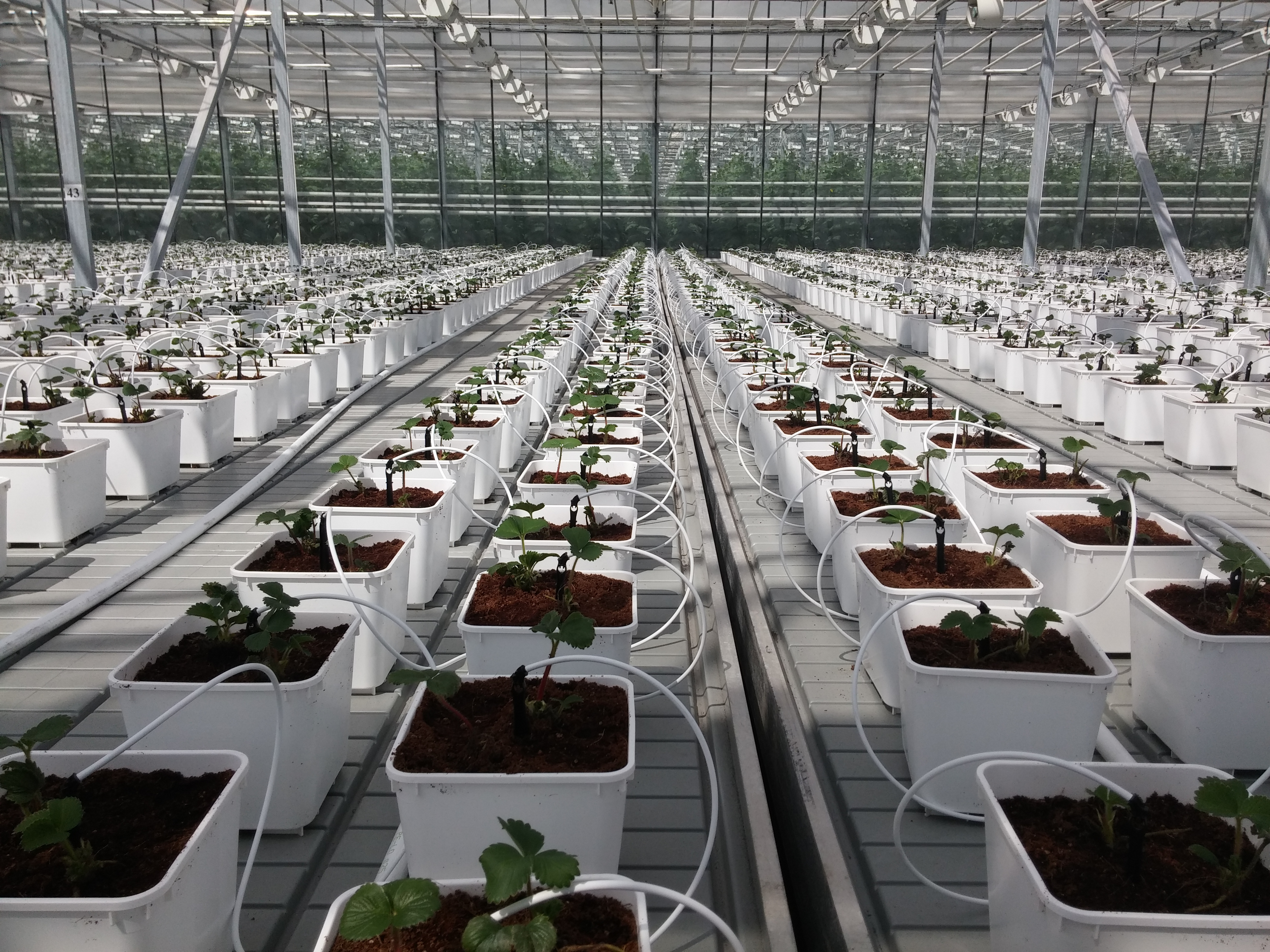
Cultivo de fresas de invernadero en Kazajistán (2015)

En 2014, el volumen de inversiones en el sector agrícola de Kazajistán superó los 166 000 millones de KZT, es decir, un 17 por ciento más que en 2013. El índice de rentabilidad agregado de las grandes y medianas empresas que operan en el sector agrícola se situó en el 17,7 por ciento, mientras que este índice fue igual al 4,5 por ciento en el mismo período de 2013.
La inversión en agricultura en 2015 se multiplicó por 3,4, llegando a 167 000 millones de tenge.

## Asociaciones
El 23 de mayo de 2015, el director general de la Organización de las Naciones Unidas para la Alimentación y la Agricultura (FAO), José Graziano da Silva, y el ministro de Agricultura de Kazajistán, Assylzhan Mamytbekov, firmaron un acuerdo por el que se establece una Oficina de Colaboración y Enlace de la FAO en el país. La nueva asociación de la FAO con Kazajistán reunirá a la FAO y al Gobierno para apoyar los objetivos y prioridades nacionales de desarrollo, así como para prestar asistencia a otros países de la región.